# Clemente Yerovi
Clemente Yerovi Indaburu (Barcelona, 10 d'agost del 1904 - Guayaquil, 19 de juliol del 1981) fou un polític equatorià que exercí de president interí de l'Equador del 30 de març al 16 de novembre del 1966. Yerovi nasqué circumstancialment a Barcelona, on els seus pares vivien temporalment perquè el pare feia de cònsol general de l'Equador. Yerovi estudià a Guayaquil i a Quito. Es casà i tingué quatre fills. Ocupà diversos càrrecs a la banca i a la política. Del 1948 al 1950 fou ministre d'Economia al govern de Galo Plaza Lasso, i després senador en representació del sector agrícola. El 1966, durant uns mesos, fou president interí de la República. De fet, tenia molts vincles amb l'agricultura a la costa del seu país, on adquirí una finca per repartir-la en lots entre els seus treballadors. L'època de Yerovi és recordada per molts equatorians com un temps de pau i prosperitat. Tot i que Yerovi no fou elegit pel vot popular, els equatorians n'estan molt i li han erigit molts monuments i li han dedicat avingudes a diverses ciutats.